# George Ferguson (Eishockeyspieler, 1952)
George Stephen „Chief“ Ferguson (* 22. August 1952 in Trenton, Ontario; † 16. Dezember 2019) war ein kanadischer Eishockeyspieler, der im Verlauf seiner aktiven Karriere zwischen 1969 und 1984 unter anderem 883 Spiele für die Toronto Maple Leafs, Pittsburgh Penguins und Minnesota North Stars in der National Hockey League auf der Position des Centers bestritten hat.

## Karriere
Ferguson spielte bis 1969 in seiner Geburtsstadt Trenton in der kanadischen Provinz Ontario, ehe er in die höherklassige Juniorenliga Ontario Hockey Association wechselte. Dort war der Stürmer zwischen dem Beginn der Spielzeiten 1969/70 und 1970/71 für die Oshawa Generals aktiv, ehe er zum Ligakonkurrenten Toronto Marlboros transferiert wurde. Für die Marlboros spielte er bis zum Sommer 1972 und erreichte in seinem zweiten Jahr dort 92 Scorerpunkte. Nachdem er im NHL Amateur Draft 1972 in der ersten Runde an elfter Gesamtposition von den Toronto Maple Leafs aus der National Hockey League ausgewählt worden war, wechselte der 20-Jährige umgehend in den Profibereich. Er verließ die OHA nach 191 absolvierten Partien, in denen ihm insgesamt 180 Scorerpunkte gelungen waren.
Der Angreifer wechselte in den Kader der Toronto Maple Leafs, obwohl ihm auch ein lukrativeres Angebot der Ottawa Nationals aus der mit der NHL konkurrierenden World Hockey Association vorlag. Bei den Maple Leafs schaffte Ferguson auf Anhieb den Sprung in den Stammkader, da das Team viele Spieler in Richtung WHA verlassen hatten. Nachdem er seine Rookiesaison komplett in der NHL verbracht hatte, stand er im folgenden Jahr hauptsächlich im Aufgebot der Oklahoma City Blazers aus der Central Hockey League. Mit Beginn der Saison 1974/75 war Ferguson aber wieder fester Bestandteil der Maple Leafs und absolvierte die folgenden vier Spieljahre bis zum Sommer 1978.
Im Juni 1978 endete die Zeit des Kanadiers im Team Torontos, als er gemeinsam mit Randy Carlyle zu den Pittsburgh Penguins transferiert wurde. Diese gaben wiederum Dave Burrows an die Maple Leafs ab. In Pittsburgh wurde Ferguson eine weitaus offensivere Rolle als noch bei den Maple Leafs zugeteilt. In den vier Spielzeiten erzielte der Mittelstürmer stets über 20 Tore und überbot zweimal die Marke von 50 Punkten. Zu Beginn seiner fünften Saison bei den Penguins wurde der Rechtsschütze im Oktober 1982 gemeinsam mit Pittsburghs Erstrunden-Wahlrecht im NHL Entry Draft 1983 zu den Minnesota North Stars geschickt, während Ron Meighan, Anders Håkansson und Minnesotas Erstrunden-Wahlrecht desselben Drafts nach Pittsburgh abgegeben wurden. In Minnesota verbrachte Ferguson noch zwei Spielzeiten und beendete im Sommer 1984, nachdem er mit den North Stars das Finale der Stanley-Cup-Playoffs 1984 erreicht, aber verloren hatte, im Alter von 31 Jahren seine aktive Karriere.
Ferguson verstarb am 16. Dezember 2019 im Alter von 67 Jahren.

## Karrierestatistik
(Legende zur Spielerstatistik: Sp oder GP = absolvierte Spiele; T oder G = erzielte Tore; V oder A = erzielte Assists; Pkt oder Pts = erzielte Scorerpunkte; SM oder PIM = erhaltene Strafminuten; +/− = Plus/Minus-Bilanz; PP = erzielte Überzahltore; SH = erzielte Unterzahltore; GW = erzielte Siegtore; 1 Play-downs/Relegation; Kursiv: Statistik nicht vollständig)